# Treguaco
Treguaco ou Trehuaco est une commune du Chili de la région de Ñuble, et appartienne à la province d'Itata. En 2012, la population de la commune s'élevait à 5 227 habitants. La superficie de la commune est de 313 km2 (densité de 17 hab./km²),.

## Historique
La commune de Treguaco a été créée en 1973. La population est principalement originaire de deux anciens fundos Quilpolemu et Minas de Leuque.

## Situation
La commune de Treguaco se situe dans la Cordillère de la Côte sur la rive gauche du río Itata et s'étend jusqu'à l'Océan Pacifique. Le territoire de la commune est constitué de collines culminant à 400 mètres vers l'Océan mais moins élevées à l'intérieur des terres. L'agglomération principale est sur la rive sud du rio Lonquen un affluent du río Itata. La commune est située à 377 kilomètres à vol d'oiseau au sud-sud-ouest de la capitale Santiago et à 53 kilomètres à l'ouest de Chillán capitale de la Province de Ñuble.

## Économie
L'agriculture constitue le secteur économique le plus développé mais la forêt a ces derniers temps beaucoup gagné de terrain. Les principales productions agricoles sont les raisins de table, les coings, les pommes de terre et les papayes.

Position de Treguaco (en rouge) au sein de la Région du Biobío.